# Quarter Inch Cartridge

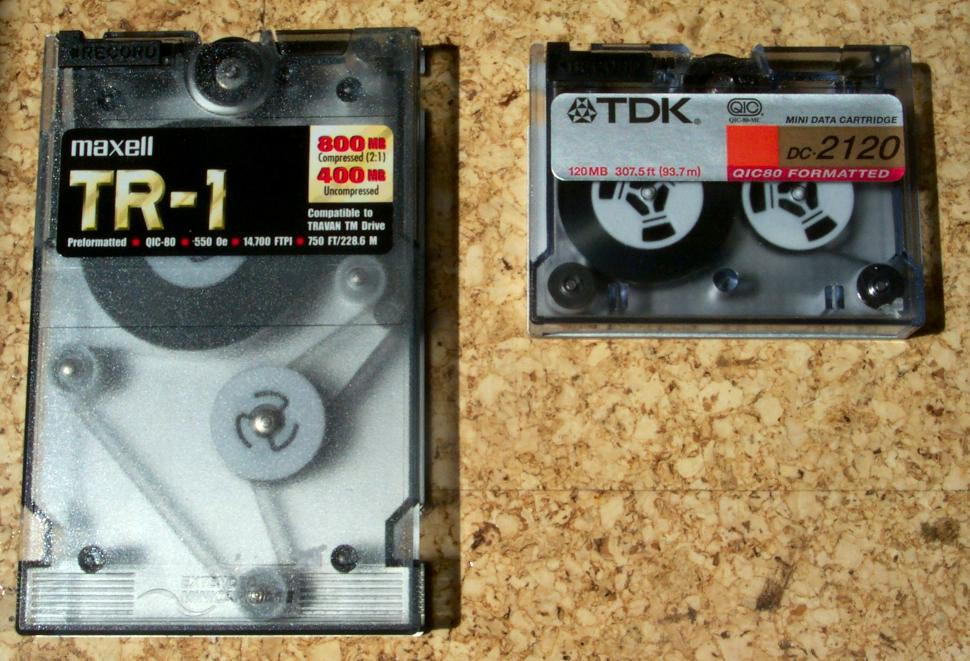
QIC: 左 400MB、 右 120MB.

Quarter Inch Cartridge(1/4インチ・カートリッジ、QIC)は、1970年代から現代(英語版によれば2016年)まで使われているコンピュータ用の磁気テープ規格である。

## 概要

### 3M Data Cartridge (DC)
初期のQICテープドライブは内部の2つのリールがベルトでドライブされるデータカートリッジ (DC) である。大きさは5.875x3.875インチで金属の土台をもつ。ベルトは一部露出しているプーリー (滑車) でドライブされ、リールの軸は外部に出ていない。テープにテンションを掛けることなく一定速度で送ることができる。3Mにより1972年に開発され、その後さまざまな形式の　QIC DCが開発された。

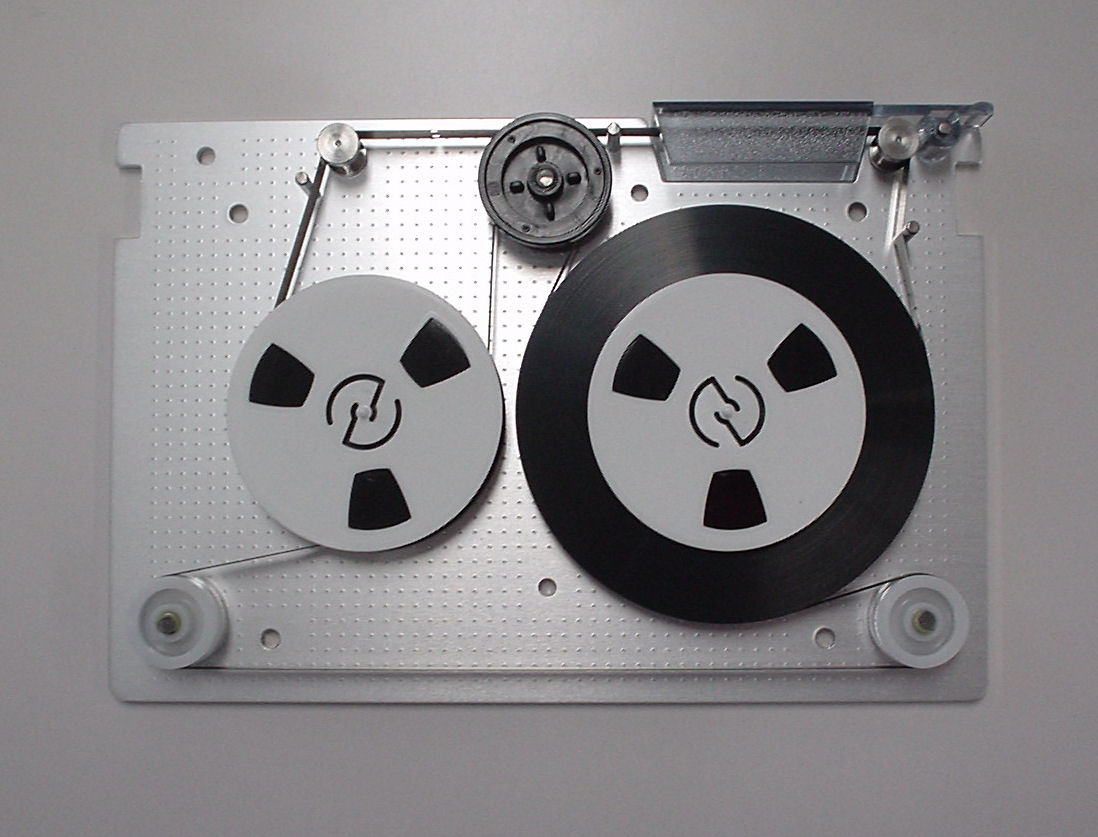
QIC内部、上部の黒と左右下部の白プーリーのベルトでリールに回転を与える。外からの動力は黒プーリーに加えられる。

- QIC-11: 4トラック、容量20MB (DC300XLカートリッジ、長さ450ft)[1]
- QIC-24: 9トラック、容量45MBまたは60MB (DC600Aカートリッジ、長さ450ftないしは600ft)[2]
- QIC-120: 15トラック、容量125MB (DC6150カートリッジ)[3]
- QIC-150: 18トラック、容量150MB (DC6150カートリッジ)[4]
- QIC-525: 26トラック、容量525MB (DC6525カートリッジ、長さ1000ft)[5]
- QIC-1350: 30トラック、容量1.35GB (DC9135カートリッジ)[6]
- QIC-1350: 容量1.6GB (MAGNUS1.6カートリッジ、長さ950ft)[7]
- QIC-2GB: 容量2GB (MAGNUS2.0カートリッジ、長さ950ft)[7]
- QIC-2100: 容量2.1GB (MAGNUS2.1カートリッジ、長さ950ft)[7]

他のQIC DCの規格としてはQIC-02やQIC-36というドライブ接続用のインターフェイス標準があったが、後にQIC DCではSCSIが標準として使われるようになった。

### QIC Mini Cartridge (MC)
その後より小さいミニカートリッジ (MC) が開発された。サイズは2.375×3.125インチの大きさで3.5インチベイに収まるサイズである。QIC-40およびQIC-80フォーマットはそれぞれ40 MB、80 MBを記録でき、フロッピーディスクと同じインターフェイスを利用してMFMもしくはRLLエンコードに対応した。
- QIC-40: 20トラック
  -     - 容量 40 MB (DC2000ミニカートリッジ、長さ205 ft)[11]
    - 容量 60 MB (DC2000XLミニカートリッジ、長さ307.5 ft)[11]
- QIC-80: 28トラック
  -     - 容量 80 MB (DC2080ミニカートリッジ、長さ205 ft)[12]
    - 容量 120 MB (DC2120ミニカートリッジ、長さ307.5ft)[11]
- Irwin80: RHOMAT(ローマット)フォーマット[7]
  -     - 容量80 MB (DC2080ミニカートリッジ、長さ205ft)[7]
    - 容量12 0MB (DC2120ミニカートリッジ、長さ307.5ft)[7]